# Teamo Supremo
Teamo Supremo ist eine 39-teilige US-amerikanische Zeichentrickserie der Walt Disney Company aus dem Jahr 2002. Sie wurde von Phil Walsh und Kevin Campbell erdacht.

## Inhalt
Teamo Supremo handelt von einem Superheldenteam aus drei Kindern. Captain Crandall, ein Nordamerikaner, besitzt als Waffen ein Marmor-Jojo, einen Bumerang und ein Schild. Hippie Chick (Brenda), eine Japanerin,  kann sich transformieren und gebraucht ein Springseil als Waffe. Skater Boy (Hector Felipe Corrio), ein Mexikaner, nutzt als Waffe ein Skateboard mit Düsenantrieb. Ein Unbekannter sagt ihnen, welche Schurken ihre Stadt Townsville bedrohen. Die Bösewichter sind Baron Blitz, Technor der mechanische Mensch, Chopper-Daddy, Scooter Lad, Der Geburtstags-Bandit, Frau Snake, Herr Gross, Helius Inflato, Laser Pirate, The Gauntlet Crawford, Hypnotheria, Dehydro, Herr Vague, Electronica und Big Skull.

## Veröffentlichungen
In den USA wurde Teamo Supremo ab dem 20. Januar 2002 im Disney Channel im Samstag-Morgen-Programm ausgestrahlt. Ab September desselben Jahres lief auf Toon Disney die zweite Staffel. Die dritte Staffel folgte im Frühling 2003 auf ABC.
Die deutsche Erstausstrahlung erfolgte ab dem 1. März 2004 im Disney Channel.

## Synchronisation
| Rolle            | Englischer Synchronsprecher | Deutscher Synchronsprecher |
| ---------------- | --------------------------- | -------------------------- |
| Captain Crandall | Spencer Breslin             | Filipe Pirl                |
| Hippie Chick     | Shelley Bennet              | Adak Azdasht               |
| Skate Boy        | Alana Ubach                 | Nico Sablik                |